# Macururé
Macururé este un oraș în statul Bahia (BA) din Brazilia.